# 게리 로크
게리 페이 로크(영어: Gary Faye Locke, 1950년 1월 21일 ~ )는 미국의 정치인이다.
워싱턴주 시애틀에서 중국 이민 후손으로 태어났으며 뤄자후이(駱家輝,낙가휘/락가휘, 광둥어 발음으로는 록가파이)이라는 중국 이름도 있다. 예일 대학교에서 정치학을 전공하여 학사 학위를 취득한 후 보스턴 대학교 로스쿨에서 법무박사(J.D.) 학위를 받았다. 워싱턴 주로 돌아와 1983년부터 1994년까지 민주당 소속으로 워싱턴주 의회 하원 의원으로 재직했다. 1994년부터 1997년까지 킹 군 행정부 집행관을 지냈다.
1996년 워싱턴 주지사 선거에 출마, 당선되어 1997년 중국계로는 처음으로 미국에서 주지사로 취임하였다. 또한 하와이주를 제외한 지역 최초의 아시아계 주지사였다. 2000년 재선되어 2005년 초까지 주지사로 재직하였다.
2009년 버락 오바마 행정부의 상무장관으로 지명되어 재직하다 2011년 중화인민공화국 주재 대사로 지명되었다. 8월 1일자로 상무부 장관에서 퇴직하고, 중국계로는 최초로 중국 주재 미국 대사 자리에 올랐으며, 8월 12일 중국에 부임하여, 2014년 2월까지 주중 대사로 재직했다.

## 역대 선거 결과
| 선거명      | 직책명                       | 대수 | 정당   | 득표율  | 득표수      | 결과 | 당락               |
| ----------- | ---------------------------- | ---- | ------ | ------- | ----------- | ---- | ------------------ |
| 1982년 선거 | 하원의원 (워싱턴 제37선거구) | 47대 | 민주당 | 83.93%  | 19,185표    | 1위  | 워싱턴 주의원 당선 |
| 1984년 선거 | 하원의원 (워싱턴 제37선거구) | 48대 | 민주당 | 84.33%  | 25,671표    | 1위  | 워싱턴 주의원 당선 |
| 1986년 선거 | 하원의원 (워싱턴 제37선거구) | 49대 | 민주당 | 100.00% | 19,115표    | 1위  | 워싱턴 주의원 당선 |
| 1988년 선거 | 하원의원 (워싱턴 제37선거구) | 50대 | 민주당 | 88.30%  | 24,304표    | 1위  | 워싱턴 주의원 당선 |
| 1990년 선거 | 하원의원 (워싱턴 제37선거구) | 51대 | 민주당 | 82.90%  | 14,109표    | 1위  | 워싱턴 주의원 당선 |
| 1992년 선거 | 하원의원 (워싱턴 제37선거구) | 52대 | 민주당 | 90.06%  | 34,793표    | 1위  | 워싱턴 주의원 당선 |
| 1996년 선거 | 워싱턴 주지사                | 21대 | 민주당 | 57.96%  | 1,296,492표 | 1위  | 워싱턴 주지사 당선 |
| 2000년 선거 | 워싱턴 주지사                | 21대 | 민주당 | 58.38%  | 1,441,973표 | 1위  | 워싱턴 주지사 당선 |